# Aporofobie

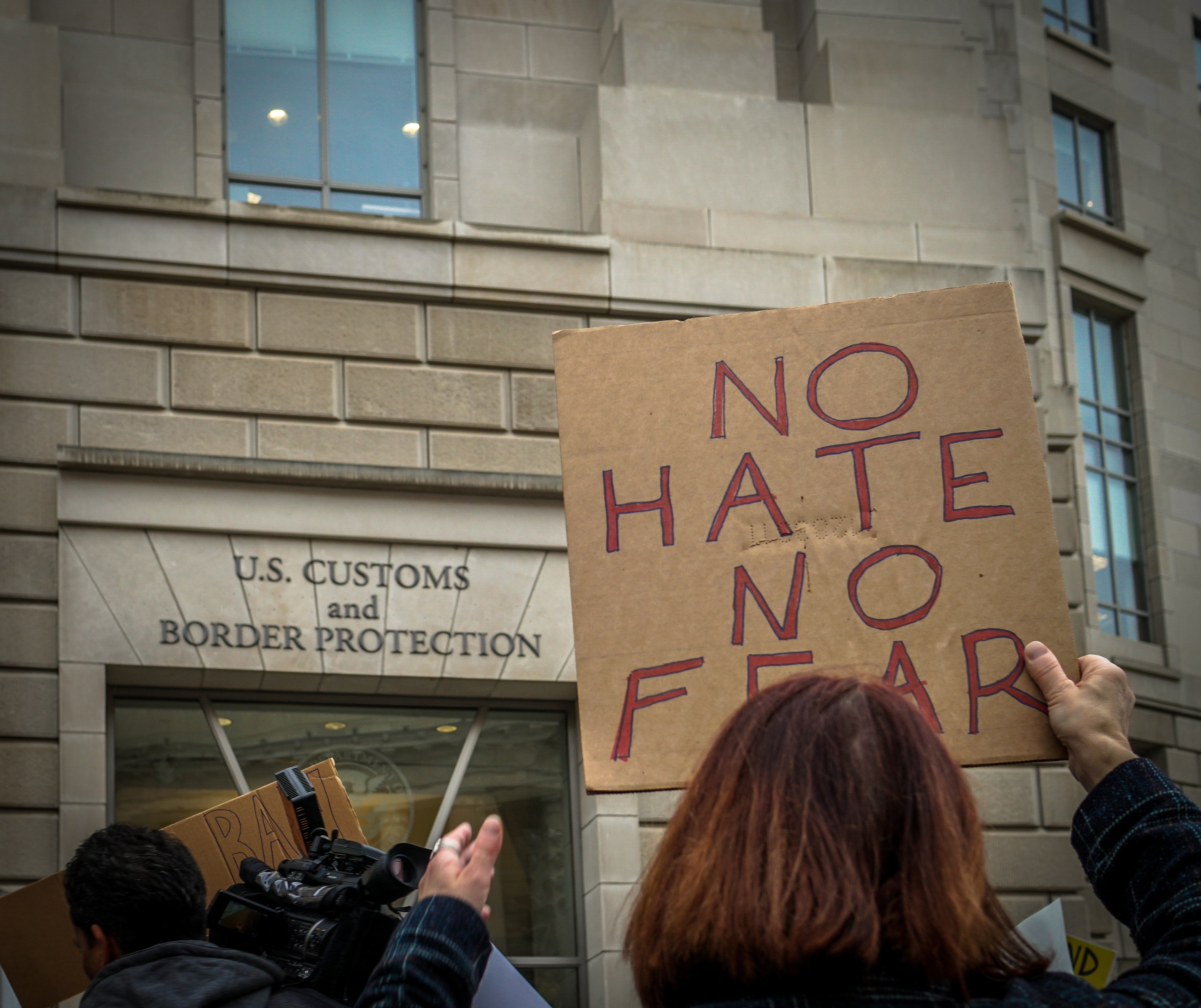
Un protestatar cu un semn care protestează împotriva legilor americane privind imigrația cu zicalele „fără ură, fără frică” (Washington, D.C., 2017).

Aporofobia (din limba spaniolă aporofobia, și din limba greacă veche ἄπορος (á-poros)= fără resurse, nevoiaș, sărac și ἄπορος (á-poros) (phobos)= frică) reprezintă teama de sărăcie și de oamenii săraci. Este dezgustul și antipatia față de oamenii nevoiași, care nu au un venit sau care sunt neajutorați.
Conceptul de aporofobie a fost creat în anii 1990 de către filozoful Adela Cortina, profesoară de etică și filozofie politică la Universitatea din Valencia, această atitudine diferențiindu-se de xenofobie, care face referire doar la respingerea străinilor, și de rasism, care este discriminarea grupurilor etnice. Diferența dintre aporofobie și xenofobie sau rasism este că nu există discriminare sau marginalizare a imigranților sau a membrilor altor grupuri etnice atunci când acești oameni au bunuri, resurse economice și/sau relevanță media și socială.
Așadar, aporofobia constă într-un sentiment de teamă și într-o atitudine de respingere a săracilor, a lipsei mijloacelor, neajutorului. Asemenea sentimente și atitudini sunt dobândite.